# سیارک ۴۵۱۷
سیارک ۴۵۱۷ (به انگلیسی: 4517 Ralpharvey، نامگذاری:1975SV) چهار هزار و پانصد و هفدهمین سیارک کشف شده‌است که در ۳۰ سپتامبر ۱۹۷۵ کشف شد.
قدر مطلق سیارک برابر ۱۳٫۴۰ است.